# Benedikt z Valdštejna
Benedikt z Valdštejna (1. polovina 15. století – 18. března 1505) byl 34. proboštem litoměřické kapituly v letech 1455–1485, biskup kamínský (arcidiecéze štětínsko-kamieńská) v letech 1485–1495.

## Původ
Benedikt/Beneš z Valdštejna pocházel ze známého starobylého rodu pánů z Valdštejna, který se postupně rozdělil na několik větví. Budoucí litoměřický probošt pocházel z významné větvě štěpanické. Jeho otec Heník (1415–1447) měl s manželkou Annou z Kováně celkem pět synů – Jana, Beneše, Hynka, Mikuláše a Felixe, kteří se rozdělili o poměrně velké a výnosné panství po svém otci. Pouze Benedikt (Beneš) se rozhodl pro duchovní povolání. Studoval na Karlově univerzitě filozofii a zakončil ji titulem magistra. Za dalším studiem odešel na polskou univerzitu v Krakově, kam odcházelo studovat poměrně málo kněží. I zde Benedikt studoval natolik výtečně, že podle Balbína nikdo nebyl na jeho úrovni. Po vysvěcení zahájil svou kariéru dosažením vysokých duchovních hodností. Stal se nejdříve kanovníkem pražským, pak staroboleslavským a olomouckým. V Olomouci se stal později i proboštem (1464–1492). Balbín uvádí z blíže neznámého zdroje, že byl údajně vyhlédnut jako pražský arcibiskup, ale velké problémy pro získání dotací na arcibiskupství to neumožnily. Benedikt z Valdštejna však přece jen biskupské hodnosti dosáhl.

## Litoměřický probošt

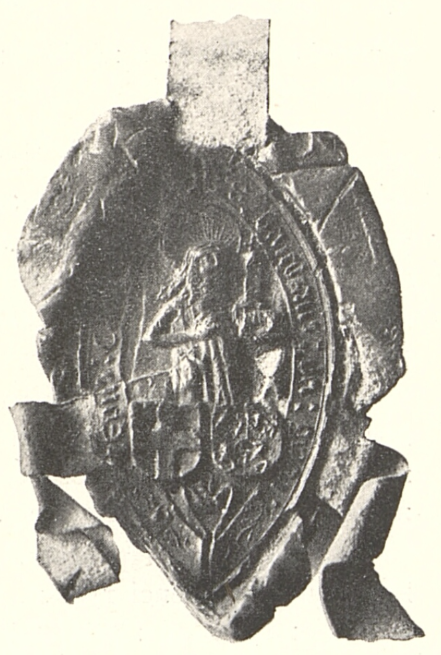
Pečeť Benedikta z Valdštejna z roku 1491

Dne 15. května 1455 prezentoval český král Ladislav Pohrobek mladšího klerika Benedikta z Valdštejna novým litoměřickým proboštem. Když se Benedikt ujal roku 1455 po svém jmenování litoměřického proboštství, poznal brzy, jak především v důsledku husitských válek přišla litoměřická kapitula o řadu statků a utrpěla vůbec velké škody. Některé škody zavinili i členové litoměřické kapituly, když museli z nouze zastavit nebo pronajmout i prodat některé kapitulní statky. Typickým příkladem je ztráta obce Vědlice, která byla dosud majetkem kapituly. Tehdejší kapitulní děkan Jan z Tábora poskytl tuto obec Janu Münzerovi-Mincířovi z Čečelic „na dva lidské životy“. Proti tomuto rozhodnutí rozhodně protestoval panovník a obec se měla vrátit původnímu majiteli, s čímž ovšem nesouhlasil Münzer s manželkou. Po jejich smrti měly Vědlice opět připadnout děkanovi, jak bylo smluveno v listině z 13. prosince 1459. Jan z Tábora sdělil držitelům Vědlic za sebe i za své následovníky, že pokud je budou Münzerovi užívat, budou platit každoročně 60 grošů. Jan Münzer se stal později velkým dobrodincem proboštství, když roku 1464 daroval kapitule osadu Želetice, ležící na druhé straně litoměřického mostu, které byly připojeny ke kostelíku sv. Jana Křtitele. V Želeticích převzal probošt také dvůr. Tento dar proboštství potvrdil 15. května 1465 král Jiří z Poděbrad a král Ladislav Pohrobek (1453–1457). Současně přenechal Münzer proboštovi a jeho nástupci patronátní právo ke kostelu sv. Martina v Mlékojedech.
Pro značně zchudlou litoměřickou kapitulu byla třicetiletá doba Valdštejnova působení ve funkci probošta pravým požehnáním, protože obětavý probošt se neúnavně snažil, aby se neutěšená situace kapituly zlepšila. Získal od administrátorů pražského arcibiskupství Hilaria z Litoměřic a Jana z Krumlova 1460–1462 oficiální potvrzení všech práv a privilegii proboštství roku 1462. Král Jiří z Poděbrad však roku 1470 zastavil obec Řepčice za 200 kop měšťanu pražskému, později litoměřickému, Lukáši „de Villis“ 15. listopadu 1472, aby tyto pouze zastavené pozemky byly prodány Janovi z Kopist. S tímto rozhodnutím se probošt Benedikt nesmířil a použil všech právních prostředků. Využil také své známosti na rozhodujících místech, takže 20. listopadu 1475 vydal císař zvláštní dekret, jímž byl probošt Valdštejn zmocněn uvedené pozemky vyměnit, aby byly proboštství vypláceny původní kapitulní obce a pozemky. Pokud některé kapitulní obce a pozemky nebyly právně zapsány, jsou jejich uživatelé povinni je vrátit. Ve vládním dekretu je významný jeho závěr. Nikdy více nesmí být majetek patřící kapitule sv. Štěpána zastavený nebo pronajatý. Pokud by se tak stalo, „prohlašujeme, že jsou nájmy, zástavy, prodeje atd. neplatné, zrušené, neúčinné a bezcenné“. Bohužel se ukázalo, že ani takto formulovaný dekret nebyl respektován. Probošt Valdštejn si byl vědom významu chrámu sv. Štěpána a litoměřického proboštství. Protože objekty byly značně zchátralé a poškozené, rozhodl probošt roku 1460 postavit nový chrám. Začaly se konat sbírky na novostavbu, ale z finančních i jiných důvodů byla stavba dokončena až za probošta Jana Žáka. Sám probošt Valdštejn věnoval na stavbu většinu svého soukromého majetku. Od papežského legáta Jeronýma získal odpustky pro ty, kteří přispějí finančními prostředky. Bohužel stavba započatá roku 1460 údajně roku 1490 vyhořela. Teprve roku 1493 byl kostel dokončen a slavnostně vysvěcen.

## Biskup v Kamínu

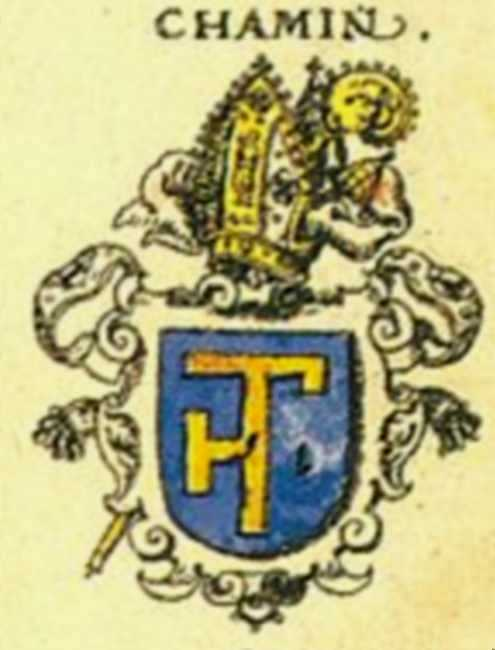
Erb biskupství v Kamínu v díle Siebmachers Wappenbuch z roku 1605 (autor Johann Siebmacher)

Již roku 1485 byl probošt Valdštejn jmenován biskupem v Kamínu v Pomořansku (dnes arcidiecéze štětínsko-kamieńská v Polsku), východně od Štětína. Jmenování přijal a ihned rezignoval na všechna svá beneficia v Čechách. Na Litoměřice však nezapomněl. Rád přijížděl z Kamínu do Čech, protože byl velký nedostatek vhodných a schopných světitelů. Valdštejn světil kostely, oltáře, zvony. Arcibiskupský stolec v Praze byl stále neobsazený. Ještě jako litoměřický probošt se Valdštejn účastnil svěcení hradní kaple v Budyni, kterou vysvětil 25. dubna vratislavský biskup Jošt z Rožmberka. Další den světil již Valdštejn na přání pánů z Házmburku kostel a hlavním oltář sv. Jana Křtitele v Klapém. Již 5. července světil kostel v Suchdole u Třeboně. Vysvětil i kostel augustiniánského kláštera v Třeboni. Život probošta a později i biskupa Benedikta z Valdštejna byl zcela zaplněn jak prací duchovní, tak i organizační a církevně právní. Probošt zemřel 18. března 1505 ve vysokém věku při návštěvě příbuzných v Zábřehu na Moravě, kde byl také v tamním zámeckém kostele pochován. Byl mu zřízen nádherný náhrobek, který však podle Balbína: „z kostela vyhodili heretici“.